# Лоди, Ренан
Ренан Аугусто Лоди дос Сантос (порт.-браз. Renan Augusto Lodi dos Santos более известный, как Ренан Лоди порт.-браз. Renan Lodi; родился 8 апреля 1998 года, Серрана, штат Сан-Паулу) — бразильский футболист, защитник клуба «Аль-Хиляль» и сборной Бразилии.

## Клубная карьера

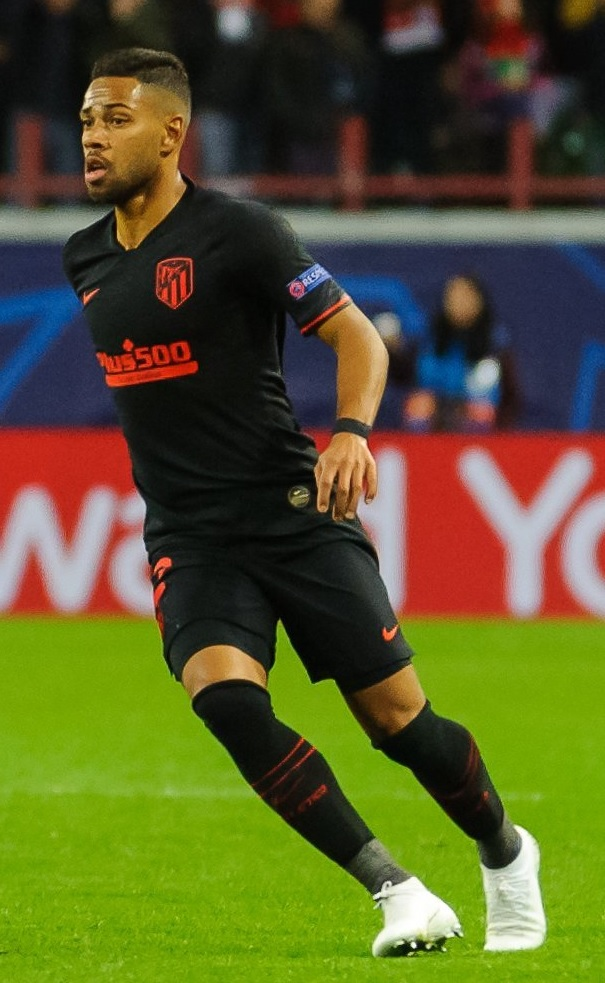
Лоди в составе «Атлетико Мадрид»

Лоди — воспитанник клуба «Атлетико Паранаэнсе». 14 октября 2016 года в матче против «Гремио» он дебютировал в бразильской Серии А. Получил положительные отзывы от партнёров и тренерского штаба за этот матч. 26 марта 2018 года в поединке против «Маринги» Ренан забил свой первый гол за «фуракао». В том же году он помог клубу выиграть Лигу Паранаэнсе. В матчах Южноамериканского кубка 2018 года против венесуэльского «Каракаса» и «Флуминенсе» Лоди забил два мяча и помог команде впервые в истории выиграть международный трофей. В середине 2018 года Ренан продлил контракт с клубом до 2022 года. 
Летом 2019 года Лоди подписал 6-летний контракт с испанским «Атлетико Мадрид». Сумма трансфера составила 20 млн. евро. 18 августа в матче против «Хетафе» он дебютировал в Ла Лиге. 23 ноября в поединке против «Гранады» Ренан забил свой первый гол за «Атлетико Мадрид». В 2021 году он помог клубу выиграть чемпионат. 15 марта 2022 года в матче Лиги чемпионов против «Манчестер Юнайтед» Ренан забил гол.
Летом 2022 года Лоди на правах аренды перешёл в английский «Ноттингем Форест». 31 августа в матче против «Манчестер Сити» он дебютировал в английской Премьер-лиге. 9 ноября в поединке Кубка английской лиги против «Тоттенхэм Хотспур» Ренан забил свой первый гол за «Ноттингем Форест». Летом 2023 года Лоди перешёл во французский «Олимпик Марсель». 

## Международная карьера
10 октября 2019 года в товарищеском матче против сборной Сенегала Лоди дебютировал за сборную Бразилии. В 2021 году в составе сборной Ренан принял участие в домашнем Кубке Америки. На турнире он сыграл в матчах Венесуэлы, Колумбии, Эквадора, Чили, Аргентины и дважды Перу.

## Достижения
Командные
 «Атлетико Паранаэнсе»
- Чемпион штата Парана: 2018
- Обладатель Южноамериканского кубка: 2018

 «Атлетико Мадрид»
- Чемпион Испании: 2020/21

Международные
 Бразилия
- Финалист Кубка Америки: 2021